# Huis Wettin

Wapen van het Huis Wettin met de krans van wijnruit.

Het huis Wettin is een van oorsprong Duitse dynastie die 800 jaar de heersers van het gebied Saksen leverde (tegenwoordig grotendeels gelegen in de huidige Duitse deelstaten Saksen en Thüringen). Ook stond het huis aan de wieg van tal van andere Europese dynastieën, zo waren telgen uit deze dynastie onder andere koning van het Verenigd Koninkrijk, Polen, Portugal en Bulgarije. Tegenwoordig bezetten telgen uit een van de zijtakken van deze dynastie, het huis Saksen-Coburg en Gotha, nog de troon van België.
De stamvader van het geslacht Wettin is Diederik I, graaf van Wettin. Hij was een zoon van de Zwabische hertog Burchard III. Hij sneuvelde op 13 juli 982 samen met zijn broer Burkhard in een veldslag bij het Italiaanse Colonna. De naam Wettin is afkomstig van de Burcht Wettin in de Saalkreis, Saksen-Anhalt.
Sinds 1089 leverde het huis Wettin de markgraaf van Meißen. In de middeleeuwen breidde de macht van de Wettins zich steeds verder uit: in 1263 werden ze landgraaf van Thüringen, in 1365 lijfden zij Weimar-Orlamünde in en in 1423 werden zij hertogen van Saksen en daarmee ook keurvorsten in het Heilige Roomse Rijk.
De bezittingen van het huis Wettin werden na de dood van Frederik II van Saksen (Frederik de Zachtmoedige) verdeeld over zijn zonen Albrecht en Ernst (Verdeling van Leipzig, 26 augustus 1485). Hierbij ontstonden de Albertijnse en Ernestijnse linie van het huis Wettin.
De Albertijnse linie leverde later de koningen van Saksen en Polen.
De bezittingen van de Ernestijnse linie werden later weer onderverdeeld onder diverse zijtakken: de zogenaamde Ernestijnse hertogdommen. Het huis Saksen-Coburg en Gotha, waarvan de Engelse en Belgische koningshuizen afstammen, is afkomstig uit deze Ernestijnse linie.
Na de Eerste Wereldoorlog was het door de Novemberrevolutie gedaan met de heerschappij van het huis Wettin in Duitsland. Het koninkrijk Saksen en Thüringse staten (waaronder een deel van de nog bestaande Ernestijnse hertogdommen: Saksen-Altenburg, Saksen-Coburg en Gotha, Saksen-Meiningen en Saksen-Weimar-Eisenach) gingen als vrijstaat Saksen, vrijstaat Coburg, vrijstaat Gotha en vrijstaat Thüringen deel uitmaken van de Weimarrepubliek. De regerende Wettiners werden gedwongen af te treden.

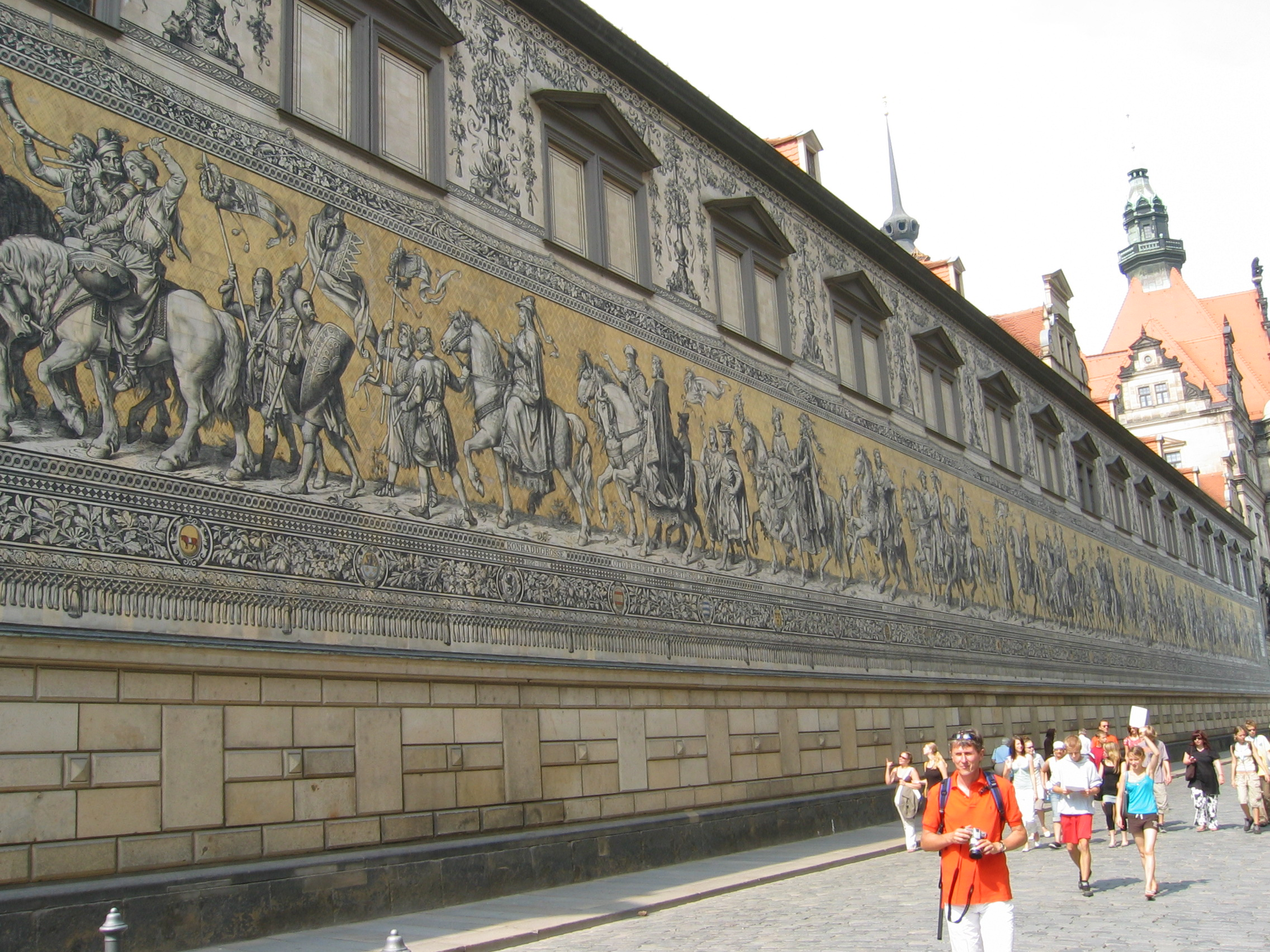
Fürstenzug

Sinds 1876 zijn in Dresden aan de Augustusstrasse alle (regerende) leden van deze familie te zien. Aanvankelijk als grafittotekening, maar sinds 1907 als het wellicht grootste tegeltableau ter wereld. Deze door de Meissener Porzellanfabrik gemaakte zogenaamde Fürstenzug beeldt over een lengte van 102 meter en een hoogte van 9,50 meter in plm. 24.000 tegels alle regerende vorsten (beginnend met Koenraad de Grote in 1123 en eindigend met Frederik August III van Saksen in 1918) af.

## Overzicht
- Huis Wettin

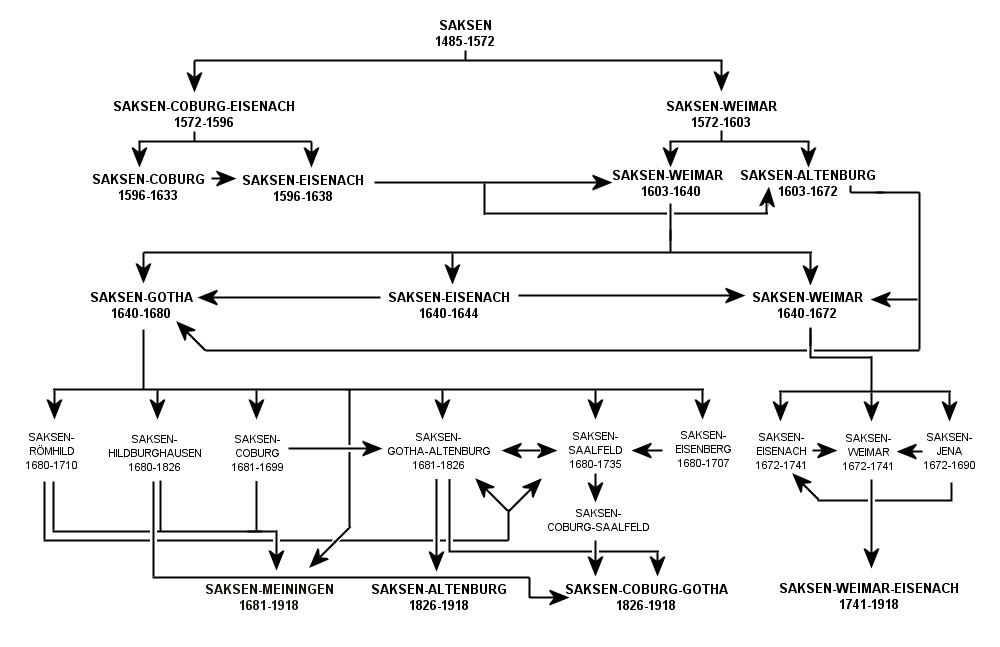
Staatkundige ontwikkeling van de Ernestijnse hertogdommen

- Keurvorsten van Saksen (1422 tot 1486)
- 1486: Deling van Leipzig: Albertijnse en Ernestijnse linie.
  - Albertijnse linie
    - hertogen van Saksen (1486 tot 1547)
    - keurvorsten van Saksen (1547 tot 1806)
    - koningen van Saksen (1806 tot 1918)
      - Hertog van Warschau (1807 tot 1815)

    - koningen van Polen (1697 tot 1704; 1709 tot 1763)

  - Ernestijnse linie
    - keurvorsten van Saksen 1464 tot 1547)
    - hertogen van Saksen-Altenburg (1603 tot 1672; 1826 tot 1918)
    - hertogen van Saksen-Coburg (1596 tot 1633; 1681 tot 1699)
    - hertogen van Saksen-Coburg-Eisenach (1572 tot 1596)
    - hertogen van Saksen-Coburg-Saalfeld (1735 tot 1826)
    - hertogen van Saksen-Eisenberg (1680 tot 1707)
    - hertogen van Saksen-Coburg en Gotha (1826 tot 1918)
      - koningen van België (1831 tot heden, vanaf 1920 onder de naam Van België)
      - koningen van Portugal (1853 tot 1910)
      - koningen van het Verenigd Koninkrijk (1901 tot heden, vanaf 1917 onder de naam Windsor)
      - koningen van Bulgarije (1887 tot 1946)

    - hertogen van Saksen-Eisenach (van 1596 tot 1638; van 1640 tot 1644; van 1672 tot 1741)
    - hertogen van Saksen-Gotha (1640 tot 1680)
    - hertogen van Saksen-Gotha-Altenburg (1681 tot 1826)
    - hertogen van Saksen-Hildburghausen (1680 tot 1826)
    - hertogen van Saksen-Jena (1672 tot 1690)
    - hertogen van Saksen-Meiningen (1681 tot 1918)
    - hertogen van Saksen-Römhild (1680 tot 1710)
    - hertogen van Saksen-Saalfeld (1680 tot 1735)
    - hertogen van Saksen-Weimar (1672 tot 1741)
    - hertogen van Saksen-Weimar-Eisenach (1741 tot 1815)
    - groothertogen van Saksen-Weimar-Eisenach (1815 tot 1918) (na 1903 officieel groothertogdom Saksen)